# Warneckea fosteri
Warneckea fosteri là một loài thực vật có hoa trong họ Mua. Loài này được (Hutch. & Dalziel) Jacq.-Fél. miêu tả khoa học đầu tiên năm 1978.